# Gare de Labruguière
La gare de Labruguière est une gare ferroviaire française de la ligne de Castres à Bédarieux, située sur le territoire de la commune de Labruguière, dans le département du Tarn en région Occitanie.
Elle est mise en service en 1866 par la Compagnie des chemins de fer du Midi et du Canal latéral à la Garonne (Midi). 
C'est une halte voyageurs de la Société nationale des chemins de fer français (SNCF) du réseau TER Occitanie, desservie par des trains express régionaux.

## Situation ferroviaire
Établie à 189 mètres d'altitude, la gare de Labruguière est située au point kilométrique (PK) 373,995 de la ligne de Castres à Bédarieux, entre les gares ouvertes de Castres, s'intercale la gare fermée de Lostange, et de Mazamet, s'intercale les gares fermée de Roubinarié et de Saint-Alby.

## Histoire
Le chemin de fer de Castres à Mazamet devient une concession définitive de la Compagnie des chemins de fer du Midi et du Canal latéral à la Garonne le 9 mars 1864. La mise en service de la ligne et de la gare de Mazamet, a lieu le 21 avril 1866.
En 2014, c'est une gare voyageurs d'intérêt local (catégorie C : moins de 100 000 voyageurs par an de 2010 à 2011), qui dispose de deux quais, un abri et une traversée de voie à niveau par le public (TVP).

## Fréquentation
En 2014, selon les estimations de la SNCF, la fréquentation annuelle de la gare était de 9 358 voyageurs.
De 2015 à 2023, selon les estimations de la SNCF, la fréquentation annuelle de la gare s'élève aux nombres indiqués dans le tableau ci-dessous :
| Année           | 2015  | 2016  | 2017  | 2018  | 2019  | 2020  | 2021  | 2022  | 2023  |
| --------------- | ----- | ----- | ----- | ----- | ----- | ----- | ----- | ----- | ----- |
| Voyageurs seuls | 8 753 | 7 179 | 7 676 | 5 795 | 7 055 | 4 084 | 6 922 | 8 165 | 8 444 |

## Service des voyageurs

### Accueil
Halte SNCF, c'est un point d'arrêt non géré (PANG) à accès libre.
Un passage à niveau planchéié permet la traversée des voies et l'accès aux quais.

### Desserte
Labruguière est une halte voyageurs du réseau TER Occitanie, desservie par des trains express régionaux de la relation Toulouse - Castres - Mazamet (ligne 9).

### Intermodalité
Un parking pour les véhicules y est aménagé. 
La gare est desservie par des cars et par des bus Libellus.

## Galerie

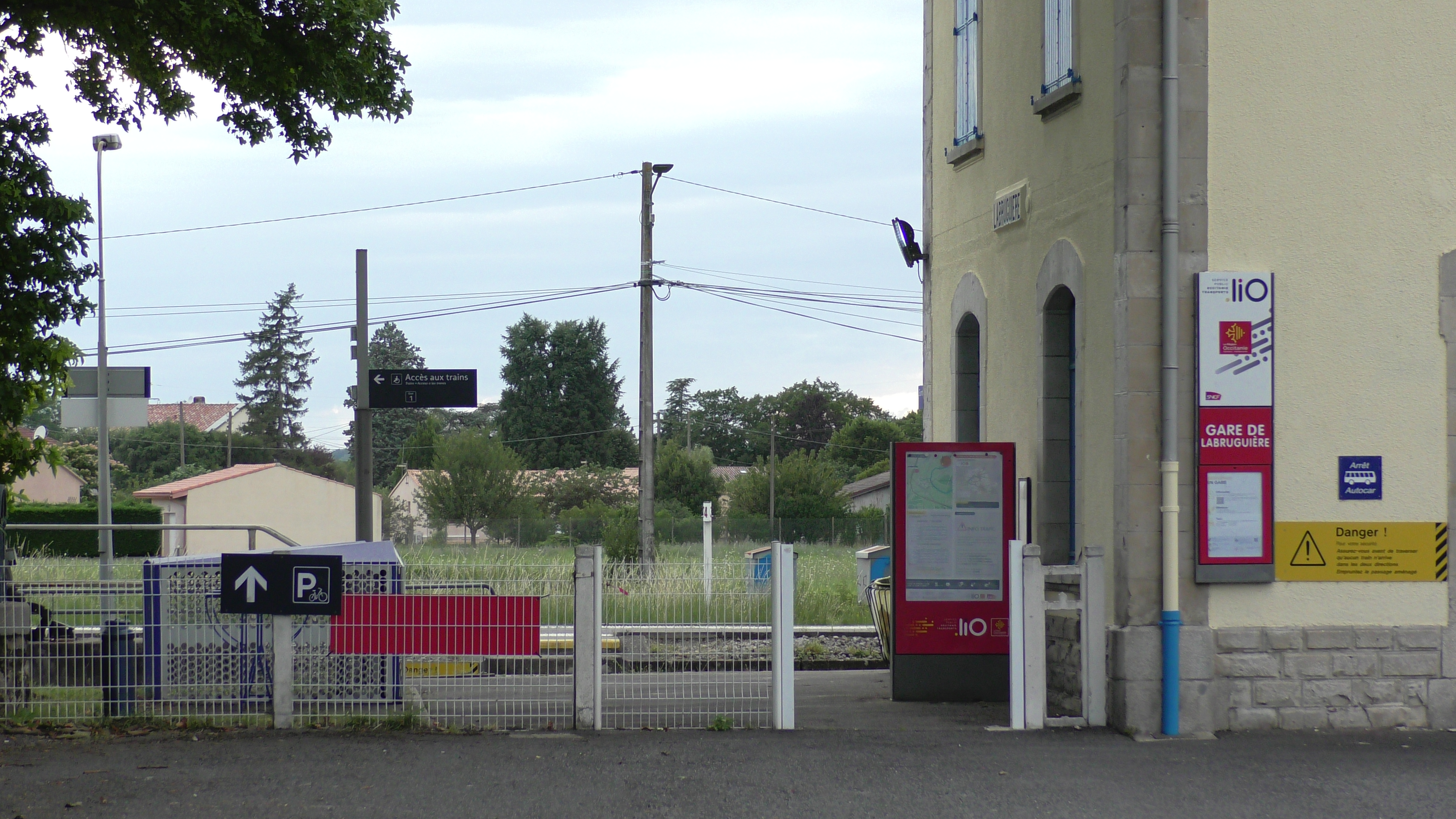
L'accès au quai de la gare.
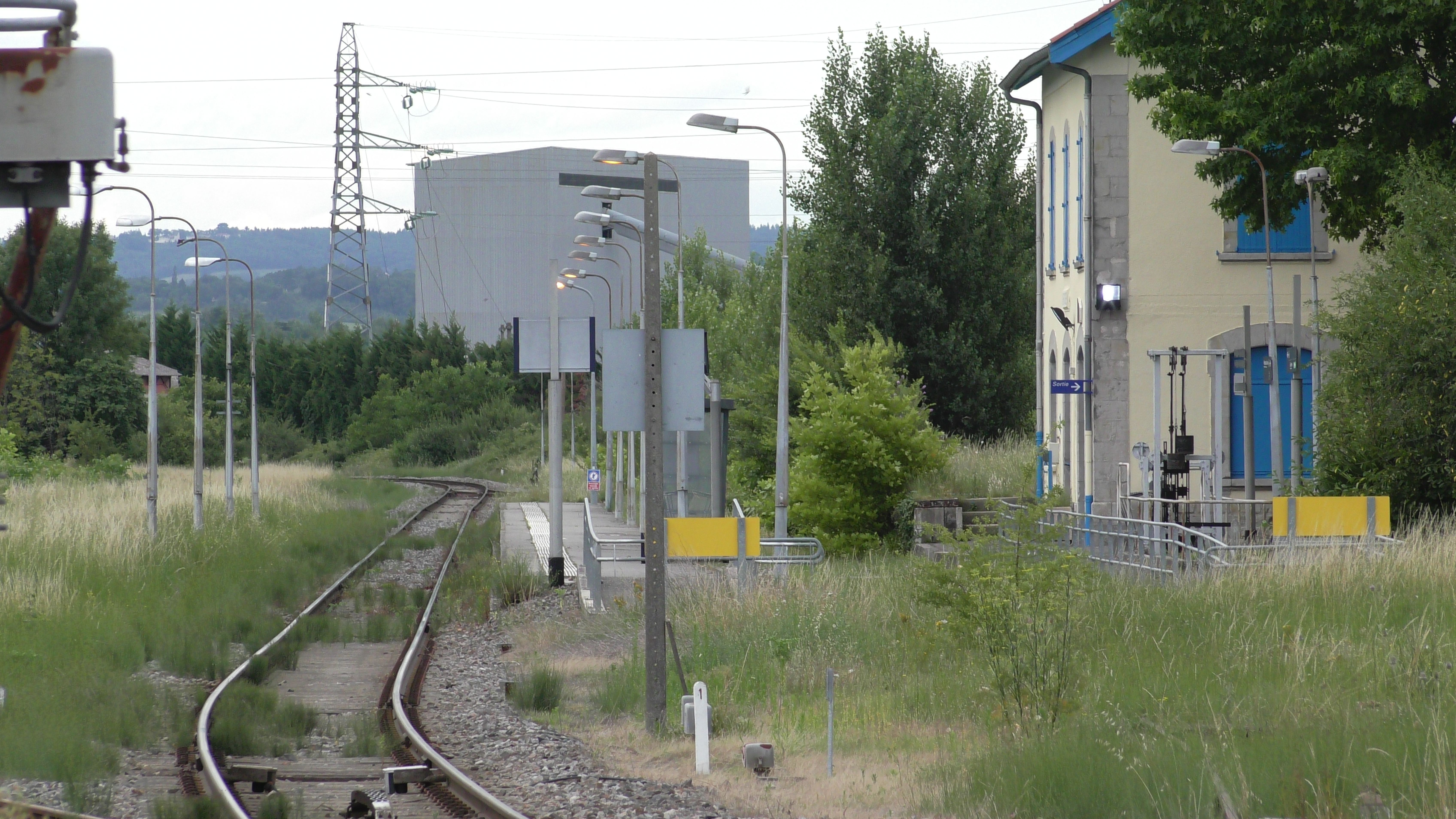
Les voies vues depuis le passage à niveau avec la D621.